# San Juan de Marcona
San Juan de Marcona – portowo-górnicze miasto w Peru, w prowincji Nazca, w dystrykcie Marcona, zamieszkałe przez ponad 10 tys. mieszkańców; będące znaczącym ośrodkiem wydobycia rud żelaza i lokalnym ośrodkiem handlu.